# Ив Козофски Седжуик
Ив Козовски Седжуик (р. 2 май 1950 – п. 12 април 2009) е американска теоретичка в областта на джендър изследванията, куиър теорията, критическата теория.
Нейните изследвания рефлектират постоянния интерес към широк спектър от въпроси и тематики, включително куиър перформативността, експерименталната критическа теория, нелаканианска психоанализа, будизъм и педагогика, афективните теории на Съливан Томкинс и Мелани Клайн, материална култура, особено текстил и текстура.